# 潘罗支
潘罗支（？—1004年），北宋吐蕃西凉府（今甘肃武威市）六部大首领。
附宋抗击党项。咸平四年（1001年），因为他愿意攻打李继迁，被宋真宗命为盐州防御使、灵州西面都巡检使。咸平六年（1003年），派吴福圣腊向宋朝进贡，请求和宋朝一起收复灵州，声称集中骑兵六万助宋，被加为朔方节度使、灵州西面都巡检使。十一月，李继迁攻打西凉府，攻陷，潘罗支伪降。潘罗支聚集六谷诸部击败李继迁，继迁中流矢而死。景德元年（1004年）二月，派外甥厮陁完至宋朝请功。六月，再派兄邦逋支赴宋，表示想要亲率六谷诸部及回鹘兵攻西夏、并请宋军配合，遭拒，坐失良机。当月，潘罗支被李继迁属下归附的者龙族部落迷般嘱和日逋吉罗丹杀害。宋追赠其为武威郡王。